# KkStB 193
Die kkStB 193 war eine Tenderdampflokomotivreihe der kkStB der Bauart Cn2t.
Die kkStB 193.01–02 kam von den k.k. privilegierten Böhmischen Commercialbahnen (BCB), die kkStB 193.16–18 von der Kremstalbahn (KTB).

## kkStB 193.01–02 (BCB)
Die Reihe IIIKa der BCB bestand nur aus zwei 1881 von Krauss in Linz gebauten Cn2t-Tenderlokomotiven.
Sie hatten die Namen VŠESTAR und MIRÖSCHAU.
Bei der kkStB erhielten sie die Nummern 193.01–02.

## kkStB 193.16–18 (KTB)
Reihe IV der Kremstalbahn (KTB) bestand aus drei Lokomotiven der Bauart Cn2t.
Sie hatten die Namen LINZ, KREMSMÜNSTER und KIRCHDORF.
Die drei kleinen Maschinen wurden jeweils 1881, 1882 und 1883 von Krauss in München geliefert.
Sie hatten Innenrahmen und Außensteuerung.
Die kkStB führte ab 1902 den Betrieb auf der KTB, die 1906 endgültig verstaatlicht wurde.
Bei der kkStB erhielten die Fahrzeuge ab 1904 die Nummern 93.16–18, ab 1905 dann 193.16–18.